# Jaqen H'ghar
Jaqen H'ghar és un personatge fictici de la sèrie de novel·les de fantasia èpica Cançó de gel i foc de l'escriptor estatunidenc George R. R. Martin. En la versió televisiva va ser interpretat per l'actor alemany Tom Wlaschicha.
És un personatge molt misteriós que apareix per primer cop a la caravana de Yoren de reclutes i presos que es dirigeix cap al Mur. Només se'n sap que prové de les Ciutats Lliures i és un expert assassí. Amb tota seguretat és un home sense rostre de Braavos, una de les organitzacions d'assassins més misterioses i cara.
A la caravana estava emmanillat juntament amb uns altres dos presos considerats perillosos. Quan els homes de Ser Amory Lorch van assaltar la fortalesa abandonada en què s'havien allotjat, el foc per poc se'ls va empassar, però Arya Stark va ajudar-les a escapar en llançar una destral perquè trenquessin les cadenes. Més endavant, van fugir i van esdevenir mercenaris.
Quan van tornar a retrobar-se a Harrenhal, Jaqen va oferir un regal a Arya: per la seva religió, com al seu déu li havien estat negades tres vides, ara havia de lliurar-li'n unes altres tres. Així que va dir a Arya que li digués tres noms i ell mateix els mataria. La primera víctima va ser Chiswyck, i la segona l'amo de l'Arya, Weese. Arya volia que l'ajudés a alliberar els homes de Bolton, un aliat del seu germà Robb, però Jaqen s'hi va negar: no era la seva guerra. Més tard Arya va concebre una estratègia i va donar l'últim nom: Jaqen H'ghar. A causa del contracte, ell no podia negar a acomplir la promesa que havia fet a Arya, i va oferir-li una alternativa: l'ajudaria a alliberar els presoners per prendre Harrenhal si a canvi ella l'allibera a ell de la seva promesa.